# DJ-Kicks: Laurel Halo
DJ-Kicks: Laurel Halo – album zawierający didżejski mix Laurel Halo, wydany 22 marca 2019 roku w Niemczech nakładem wytwórni Studio !K7 jako: CD, płyta winylowa oraz digital download (29 plików FLAC, WAV lub MP3).

## Album

### Historia i muzyka
Niemiecka wytwórnia !K7 zapoczątkowała w 1995 roku serię DJ-Kicks, na którą złożyły się liczne klubowe płyty CD z miksami takich artystów jak Joey Beltram, Claude Young i Stacey Pullen. Dwa lata później wytwórnia zamówiła miks szkockiej piosenkarki i autorki tekstów Nicolette zapoczątkowując tym samym wydawanie muzyki eksperymentalnej DJ-Kicks Laurel Halo łączy w sobie oba te kierunki. Artystka jest znana ze swojego eksperymentalnego podejścia do muzyki, łącząc elementy techno, ambientu i elektroniki, aby stworzyć własne brzmienie. Jej DJ-Kicks odzwierciedla tę wszechstronność – każdy utwór płynnie przechodzi w następny, tworząc wciągające wrażenia słuchowe. Wśród nagrań znalazł się utwór z wczesnej ery Jeffa Millsa w zespole Final Cut, a także realizacje innych producentów z Detroit, takich jak Stallone the Reducer i FIT Siegel oraz innych twórców: Siete Catorce, południowoafrykańskiego producenta Griffita Vigo („Gqom Mix”) czy Ikonika („Bodied (OG Mix)”. Zestaw miksów Halo uzupełniła kilkoma własnymi utworami, począwszy od „Oneiroi” (z wydanego w 2013 roku albumu Chance of Rain) poprzez „The Light Within You” (zrealizowany w 2018 roku we współpracy z Hodge’em) po „Sweetie”, skomponowany przez nią specjalnie na potrzeby tego miksu. Jej technika miksowania dochodzi do głosu w takich utworach jak „Temptation” Final Cut, „Brian's Having a Party” Geoffreya Landersa i „Side Effects” Via Maris, natomiast przykładem jej umiejętności producenckich są takie utwory jak: „Public Art” i wspomniane już „The Light Within You”, „Oneiroi” i „Sweetie”. Choć DJ-Kicks jest pierwszym dostępnym na rynku miksem Halo, to ma ona za sobą dekadę miksowania podcastów dla różnych stron muzycznych, a także doświadczenie zdobyte w radiu uniwersyteckim.

### Lista utworów
Lista według Discogs:
| Nr  | Tytuł utworu                       | Oryginalny wykonawca    | Długość |
| --- | ---------------------------------- | ----------------------- | ------- |
| 1.  | „Public Art”                       | Laurel Halo             | 1:09    |
| 2.  | „Always Hate”                      | Stallone The Reducer    | 2:21    |
| 3.  | „5 Min”                            | Red Axes Feat. C.A.R.   | 2:10    |
| 4.  | „Puro Rosaceases”                  | Parris                  | 2:08    |
| 5.  | „Cricoid Pressure”                 | Rrose                   | 2:49    |
| 6.  | „Just Made Some Jazz Music”        | Machine Woman           | 3:00    |
| 7.  | „Ana”                              | WCC                     | 2:04    |
| 8.  | „Pennyrut”                         | FIT Siegel              | 1:40    |
| 9.  | „Plastic PQ”                       | Yamaoka                 | 2:35    |
| 10. | „Canto”                            | Siete Catorce           | 1:21    |
| 11. | „Poliwhirl”                        | Facta                   | 1:24    |
| 12. | „The Light Within You”             | Laurel Halo & Hodge     | 2:44    |
| 13. | „Bodied (OG Mix)”                  | Ikonika                 | 2:13    |
| 14. | „A.C.I.D. (Electronic Gqom Mix)”   | Griffit Vigo            | 0:43    |
| 15. | „Lachowa”                          | Panda Lassow            | 2:03    |
| 16. | „Koraimer Bro”                     | Dario Zenker            | 2:20    |
| 17. | „Temptation”                       | Final Cut               | 3:11    |
| 18. | „Violent Light”                    | Aos                     | 2:15    |
| 19. | „Brian's Having A Party”           | Geoffrey Landers        | 1:03    |
| 20. | „Side Effects”                     | Via Maris               | 2:36    |
| 21. | „Oneiroi”                          | Laurel Halo             | 1:57    |
| 22. | „Pelican Dub”                      | Nick León               | 1:40    |
| 23. | „Lust”                             | Stefan Ringer           | 2:16    |
| 24. | „Loser”                            | Kirk The Flirt          | 1:08    |
| 25. | „Sweetie (DJ-Kicks)”               | Laurel Halo             | 3:31    |
| 26. | „Funky World (Blake Baxter Remix)” | Blake Baxter            | 2:37    |
| 27. | „Freakey Ke Ke”                    | Kiki Kudo               | 1:11    |
| 28. | „Ketabali”                         | group A                 | 2:50    |
| 29. | „Ntu”                              | The Whitefield Brothers | 1:39    |
|     |                                    |                         | 1:00:38 |

### Informacje
- Laurel Halo – DJ Mix

## Odbiór

### Opinie krytyków
| Oceny łączne         | Oceny łączne |
| Publikacja           | Ocena        |
| -------------------- | ------------ |
| Album of the Year    | 83/100       |
| Metacritic           | 86/100       |
| Recenzje             |              |
| Publikacja           | Ocena        |
| AllMusic             | [ 4 ]        |
| Drowned in Sound     | 8/10         |
| The Line of Best Fit | 9/10         |
| Pitchfork            | 7.7/10       |
| PopMatters           | 9/10         |

Album otrzymał średnią ocenę 86 na 100 na podstawie 8 recenzji krytycznych w podsumowaniu Metacritic i 83 na 100 na podstawie 6 recenzji w zestawieniu Album of the Year.

Niezależnie od tego, czy szukasz ścieżki dźwiękowej na następną imprezę, czy po prostu chcesz odkryć najnowocześniejszy świat muzyki elektronicznej, DJ-Kicks Halo jest obowiązkowym dodatkiem do twojej kolekcji. Dzięki urzekającej mieszance gatunków i fachowo przygotowanemu miksowi, ten album pokazuje, dlaczego jest ona uważana za jedną z najbardziej ekscytujących DJ-ek w branży.

Zdaniem Paula Simpsona z AllMusic DJ-Kicks Halo to „nie wydaje się mieć nigdy określonego kierunku; ważniejszy jest fakt, że energia jest utrzymywana przez cały czas, jak również poziom oczekiwania”.
W ocenie Roda Watermana z magazynu PopMatters DJ Kicks Laurel Halo to „nieskazitelnie wyważony i wyselekcjonowany” oraz „doskonale kontrolowany i uporządkowany zestaw, spoglądający czasami wstecz, ale głównie do przodu a najbardziej na chwilę obecną”.
„W erze nieustannych transmisji na żywo, zarchiwizowanych podcastów, setów radiowych i nagrań na żywo, mix CD jest niezawodny w rękach Laurel Halo” – przekonuje James Ball z magazynu The Quietus.
Według Jacka Braya z magazynu The Line of Best Fit „Spójność tematyczna na całym 29-utworowym wydawnictwie jest zdecydowanie najbardziej imponującym jego aspektem i wydaje się, że zestaw zaczyna się tak, jak się kończy, organicznym utworem, który powoli wyciąga nas z szaleństwa i muzycznego krajobrazu, przez który Halo bez wysiłku nas przeciągnęło”. Autor stwierdza następnie, iż „dzięki połączeniu eteryczności i ekscentryczności Halo stworzyła miks, który zgrabnie obraca się wokół jej muzycznych wpływów, jednocześnie nadając intymne poczucie własnego kierunku jako producentki i DJ-ki”.
Zdaniem Philipa Sherburne’a z magazynu Pitchfork „Na swoim pierwszym komercyjnym albumie producentka tworzy nieprzerwany ciąg zmiennokształtnych rytmów i psychodelicznych fajerwerków”. 
„Mimo całej swojej atrakcyjności, DJ-Kicks niekoniecznie jest najbardziej uderzającym miksem Halo” – ocenia Ray Philp z Resident Advisor dodając: „to wciąż sukces, wyróżniający się klubowy miks, który odzwierciedla indywidualną passę, która przebiega przez dokonania Halo”.

### Listy sprzedaży
Album osiągnął 15. miejsce na liście sprzedaży Dance/Electronic Albums (albumów tanecznych/elektronicznych) tygodnika Billboard będąc pierwszym albumem Halo na liście Billboardu a zarazem dziewiątym z serii DJ-Kicks, które na tę listę trafiły.